# A Arte do Insulto
A Arte do Insulto é o quarto álbum de estúdio da banda Matanza, lançado em 2006. É considerado um dos álbuns mais pesados da banda, em termos de sonoridade, dando bastante destaque ao heavy metal e ao hardcore punk, deixando um pouco de lado o countrycore.

## Faixas
Todas as músicas compostas por Donida, exceto onde especificado.
| N.º | Título                                     | Duração |  |
| 1.  | "A Arte do Insulto"                        | 1:51    |  |
| 2.  | "Clube dos Canalhas"                       | 3:01    |  |
| 3.  | "O Chamado do Bar"                         | 2:06    |  |
| 4.  | "Sabendo Que Posso Morrer"                 | 2:19    |  |
| 5.  | "Quem Perde Sai"                           | 2:32    |  |
| 6.  | "Meio Psicopata"                           | 2:18    |  |
| 7.  | "Eu Não Gosto De Ninguém"                  | 3:53    |  |
| 8.  | "O Caminho da Escada e da Corda"           | 3:00    |  |
| 9.  | "Ressaca sem Fim"                          | 3:08    |  |
| 10. | "Tempo Ruim" (Donida, Jimmy)               | 2:43    |  |
| 11. | "Quem Leva A Sério O Quê?" (Donida, China) | 2:50    |  |
| 12. | "Whisky para um condenado"                 | 2:22    |  |
| 13. | "Estamos Todos Bêbados"                    | 3:32    |  |

## Formação
- Jimmy London – Vocal
- China – Baixo
- Fausto – Bateria
- Donida – Guitarra